# ويليام هنت (منافس ألعاب قوى)
ويليام هنت (بالإنجليزية: William Hunt)‏ هو منافس ألعاب قوى أسترالي، ولد في 23 فبراير 1898، وتوفي في 27 أغسطس 1977.

## وصلات خارجية
- ويليام هنت على موقع النتائج التاريخية لألعاب القوى الأسترالية (الإنجليزية)
- ويليام هنت على موقع أوليمبيديا (الإنجليزية)